# Alice in Wonderland (film 1903)
Alice in Wonderland è un cortometraggio muto del 1903, diretto e prodotto da Cecil M. Hepworth e Percy Stow.
Il film è la prima trasposizione cinematografica del romanzo per bambini Le avventure di Alice nel Paese delle Meraviglie (Alice's Adventures in Wonderland).
Protagonista è l'allora quattordicenne May Clark, esperta attrice bambina della Hepworth Manufacturing Co. Il cast include anche molti altri bambini recitanti nel ruolo di carte da gioco.
Per il periodo in cui è stato realizzato, il film contiene ottimi effetti speciali, come per esempio il rimpicciolimento nella Sala delle Molte Porte di Alice, e la trasformazione in gigante di quest'ultima nella scena in cui si trova all'interno della casa del coniglio e cerca aiuto attraverso una finestra.
Nel film fa la sua prima comparsa anche il cane Blair, destinato a diventare negli anni seguenti la prima stella canina del cinema, come protagonista di Rescued by Rover (1905) e The Dog Outwits the Kidnapper (1908).

## Trama
Una bambina di nome Alice sogna di vedere il Bianconiglio e decide di seguirlo all'interno di una tana, che scopre essere un passaggio attraverso il quale giunge alla Sala delle Porte.
Lì cerca di passare attraverso una porta, per la quale è però troppo grande. È allora che vede apparire sopra un tavolino una bottiglietta, con un'etichetta che dice "Bevimi". Lei la beve senza esitazione e rimpicciolisce, ma non riesce ad arrivare a prendere la chiave, che è rimasta sopra il tavolino.
Dunque compare una scatola di biscotti su cui è scritto a grandi lettere "Mangiami"; Alice prende un dolce e diventa un gigante. In preda alla disperazione, prende casualmente in mano un ventaglio, che scopre essere magico, e torna ad essere piccina.
Riesce così a passare per la porta, ed entra così in un meraviglioso giardino, dove c'è un cane con cui Alice prova a giocare.
La scena successiva ritrae Alice diventata enorme all'interno della casa del Bianconiglio, che cerca aiuto da una finestra. Inizia a scuotere il ventaglio, e torna piccola.
Esce quindi dalla casa del Bianconiglio e arriva alla casa della Duchessa, dove questa e la sua cuoca sono nel mezzo di una discussione animata. Alice reputa opportuno andarsene e portare con sé quello che apparentemente sembra il figlio della Duchessa, ma che in realtà, una volta fuori dalla casa, si rivela un maialino.
Alice quindi incontra il Gatto della Duchessa, e cerca di catturare la sua attenzione agitando un fazzoletto; il Gatto la conduce al Tè delle Cinque del Cappellaio Matto, al quale è presente anche una lepre.
La bambina coglie l'eccentricità dei due, e decide di lasciare il posto.
Una volta andatasene, Alice vede una parata condotta dal Bianconiglio, al cui seguito vi sono dei fanti (carte da gioco), che precedono l'arrivo della Regina e del Re di cuori.
La Regina invita Alice ad unirsi al corteo e lei accetta entusiasta.
Qualcosa però va storto, e la Regina ordina al boia di tagliare la testa ad Alice. 
Proprio quando Alice pensa di essersi salvata, il corteo di carte fa dietro-front e corre dietro ad Alice che, dal frastuono della manifestazione, si sveglia dal suo sogno.

## Produzione
Il film fu prodotto da Herman Casler e, come produttori esecutivi, Cecil M. Hepworth, Elias Koopman e Harry Marvin per la Hepworth, la compagnia fondata nel 1898.

## Distribuzione
La Hepworth distribuì nel Regno Unito il cortometraggio nel maggio 1903. Venne quindi distribuito negli Stati Uniti dall'American Mutoscope & Biograph e dall'Edison Manufacturing Company, uscendo nelle sale statunitensi il 17 ottobre 1903.
Copia del film viene conservata negli archivi del National Film and Television Archive of the British Film Institute di Londra. È l'unica copia conosciuta (un positivo in 35 mm) del film e alcune parti di essa sono andate perdute. Il British Film Institute ha parzialmente restaurato la pellicola e la sua colorazione originale, presentandola il 24 febbraio 2010.
Il film è incluso in un DVD della BBC del 1996 come contenuto speciale.

### Date di uscita
IMDb
- UK maggio 1903
- USA	17 ottobre 1903
- UK	24 febbraio 2010	 BFI (versione restaurata)

Alias
- Alice Csodaországban	Ungheria
- Alice im Wunderland	 Germania
- Alice in Wonderland	 Brasile
- Alicja w krainie czarów 	Polonia